# 马盖尔诺
马盖尔诺（義大利語：Magherno），是意大利帕维亚省的一个市镇。总面积5平方公里，人口1596人，人口密度319.2人/平方公里（2009年）。国家统计（ISTAT）代码为018085。